# Мезмайское сельское поселение
Мезмайское сельское поселение — муниципальное образование в Апшеронском районе Краснодарского края России.
В рамках административно-территориального устройства Краснодарского края ему соответствует Мезмайский сельский округ.
Административный центр — посёлок Мезмай.

## История
На территории Мезмая люди обитали ещё за две тысячи лет до н. э.. Об этом свидетельствуют множественные археологические находки на территории поселения (скифскио-аланские захоронения, дольмены).
В XIX в. во время Кавказских войн, русской царской регулярной армией на данной территории было основано несколько опорных пунктов, с названием Мезмайское или Тёмнолесье.

## Население
| 2010 | 2012 | 2013 | 2014 | 2015 | 2016 | 2017 |
| ---- | ---- | ---- | ---- | ---- | ---- | ---- |
| 918  | ↗920 | ↗928 | ↘924 | ↘921 | ↘916 | ↘913 |
| 2018 | 2019 | 2020 | 2021 | 2023 |      |      |
| ↗933 | ↗955 | ↘944 | →944 | ↘910 |      |      |

## Населённые пункты
В состав сельского поселения (сельского округа) входят 2 населённых пункта:
| № | Населённый пункт | Тип населённого пункта | Население (чел.) |
| - | ---------------- | ---------------------- | ---------------- |
| 1 | Мезмай           | посёлок                | ↗774             |
| 2 | Темнолесская     | станица                | ↗144             |